# Per-Axel Ekholm

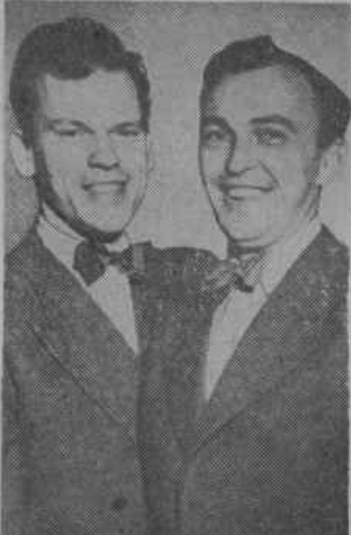
Sidney White & Per-Axel Ekholm.

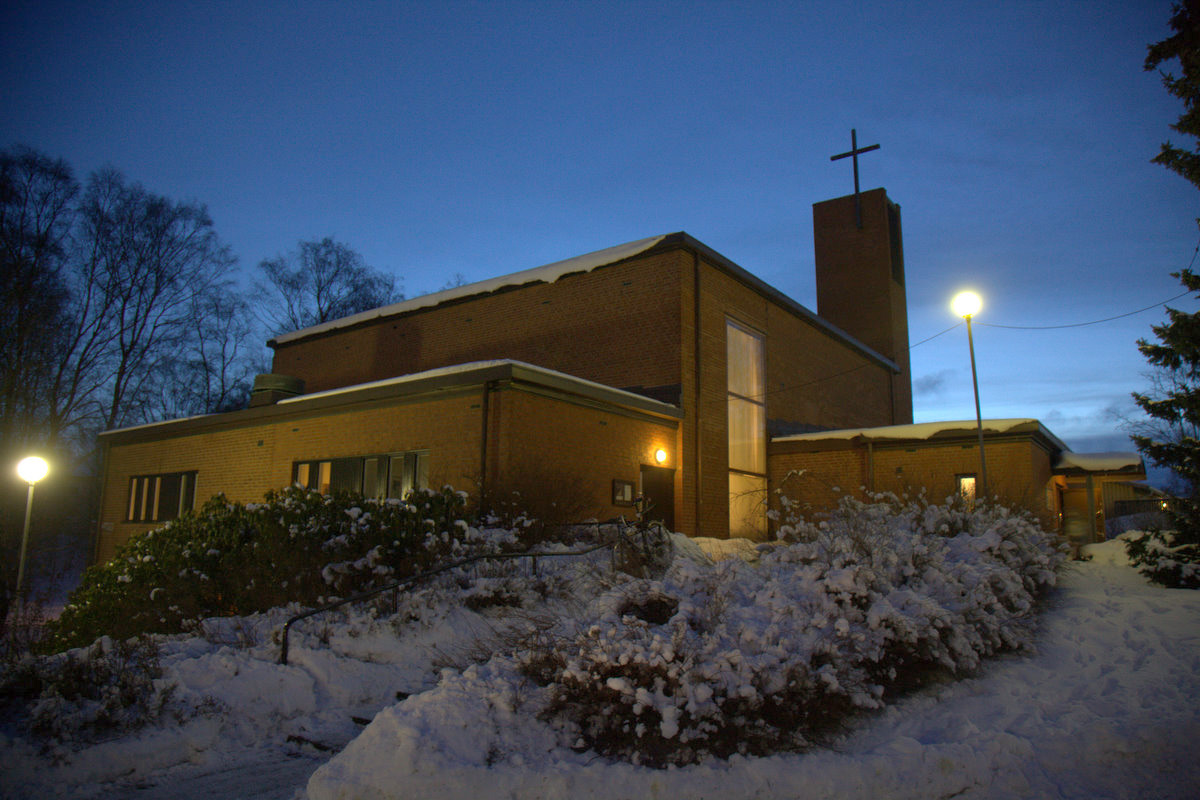
Buråskyrkan (1971).

Per-Axel Magnus Ekholm, född 9 maj 1920 i Åtvids församling i Östergötlands län, död 19 februari 2019 i Ölmevalla distrikt i Hallands län, var en svensk arkitekt.
Ekholm, som var son till folkskollärare Fritz Ekholm och Karin Sandberg, avlade studentexamen i Linköping 1940 och utexaminerades från Kungliga Tekniska högskolan 1946. Han var anställd hos arkitekt Gösta Wiman i Stockholm 1946–1948, på stadsplanekontoret i Göteborg 1949–1951, bedrev arkitektverksamhet tillsammans med Sidney White 1951–1956, var delägare i Ekholm och White Arkitektkontor AB 1957–1959 och innehavare av Per-Axel Ekholm Arkitektkontor AB från 1959. Han var styrelseledamot i AB Byggcentrum i Göteborg från 1955.
Han ritade bland annat bostadsområden i Örebro och Göteborg, Högsboskolan, Järnbrottsskolan och Buråskyrkan i Göteborg, skol- och vårdhemmet Stretered i Mölndal, kommunalhus och högstadieskola i Åtvidaberg och Grännaskolan. Ett stort projekt under 70-talet var uppförandet av förvaltningsbyggnaden Traktören i Göteborg som stod klart 1978.
Ekholm ritade dagcentralen i Västra Frölunda (Järnbrott) som mottog pris för årets bästa byggnad av Per och Alma Olssons fond 1978.